# Todd McLellan
Todd McLellan (* 3. října 1967, Melville, Kanada) je kanadský hokejový trenér a bývalý lední hokejista. Od sezony 2019-2020 trénuje klub Los Angeles Kings a v roce 2025 je trenérem Detroit Red Wings.

## Hráčská kariéra
Draftován byl týmem NHL New York Islanders v roce 1986. V NHL však nastoupil jen k pěti zápasům za Islanders. Působil převážně ve farmářském týmu Springfield Indians v AHL. Po sezóně 1988/89 ze zdravotních důvodů ukončil svou profesionální kariéru.

## Trenérská kariéra
Od roku 1994 působil jako hlavní trenér v týmech Swift Current Broncos (WHL), Cleveland Lumberjacks (IHL) a Houston Aeros (AHL).
V letech 2005–2008 byl asistentem trenéra Michaela Babcockaa u týmu NHL Detroit Red Wings.
18. června 2008 byl jmenován hlavním trenérem týmu NHL San Jose Sharks, kde nahradil Rona Wilsona. Působil zde sedm let. Poté, co se San Jose nedostalo v sezóně 2014/15 do play-off se Sharks a McLellan dohodli na ukončení spolupráce.
Vedl kanadskou reprezentaci na MS 2015, která zde získala zlaté medaile.
19. května 2015 byl jmenován hlavním koučem Edmontonu Oilers.